# Lithops
Lithops é um gênero botânico pertencente à família Aizoaceae.
As plantas pertencentes a este gênero, frequentemente são chamadas “Pedras Vivas” ou "Plantas Pedra" (do grego lithos=pedra e ops=forma), são originárias de zonas desérticas do sul da África. Trata-se de uma suculenta anã quase sem caule, já que esse, curtíssimo, encontra-se abaixo da superfície da terra.
Formam grupos de duas folhas acopladas, e divididas só por uma fissura de onde aparecem as flores. Cada par de folhas forma o corpo de uma planta, que tem uma forma cónica invertida. Da fissura ou fenda entre as duas folhas brotam, no período vegetativo, as novas folhas, enquanto as velhas se abrem e murcham. As espécies de Lithops diferem nas suas cores, que podem ser extremamente variadas: do verde ao esbranquiçado, ao violáceo e ao rosa; além disso, podem estar manchadas, estriadas ou pontuadas.
Frequentemente apresentam "janelas" que correspondem a pequenas zonas transparentes ou translúcidas sem clorofila, através das quais a luz chega às partes da planta que permanecem enterradas.
As flores aparecem no outono: brancas ou amarelas, em forma de margaridas, maiores do que o corpo das plantas. Abrem-se a noite.
Necessitam de luz solar indireta ou bastante claridade e temperaturas não inferiores a 10°C. Porém, Lithops adultas podem suportar temperaturas próximas dos 0°C se estiverem secas. As regas abundantes devem ser evitadas durante o período vegetativo. Após a floração não se deve regar muito. Deve-se prestar atenção aos excessos de umidade atmosférica. A propagação se realiza por sementes ou, com maior dificuldade, por estacas (enxerto).

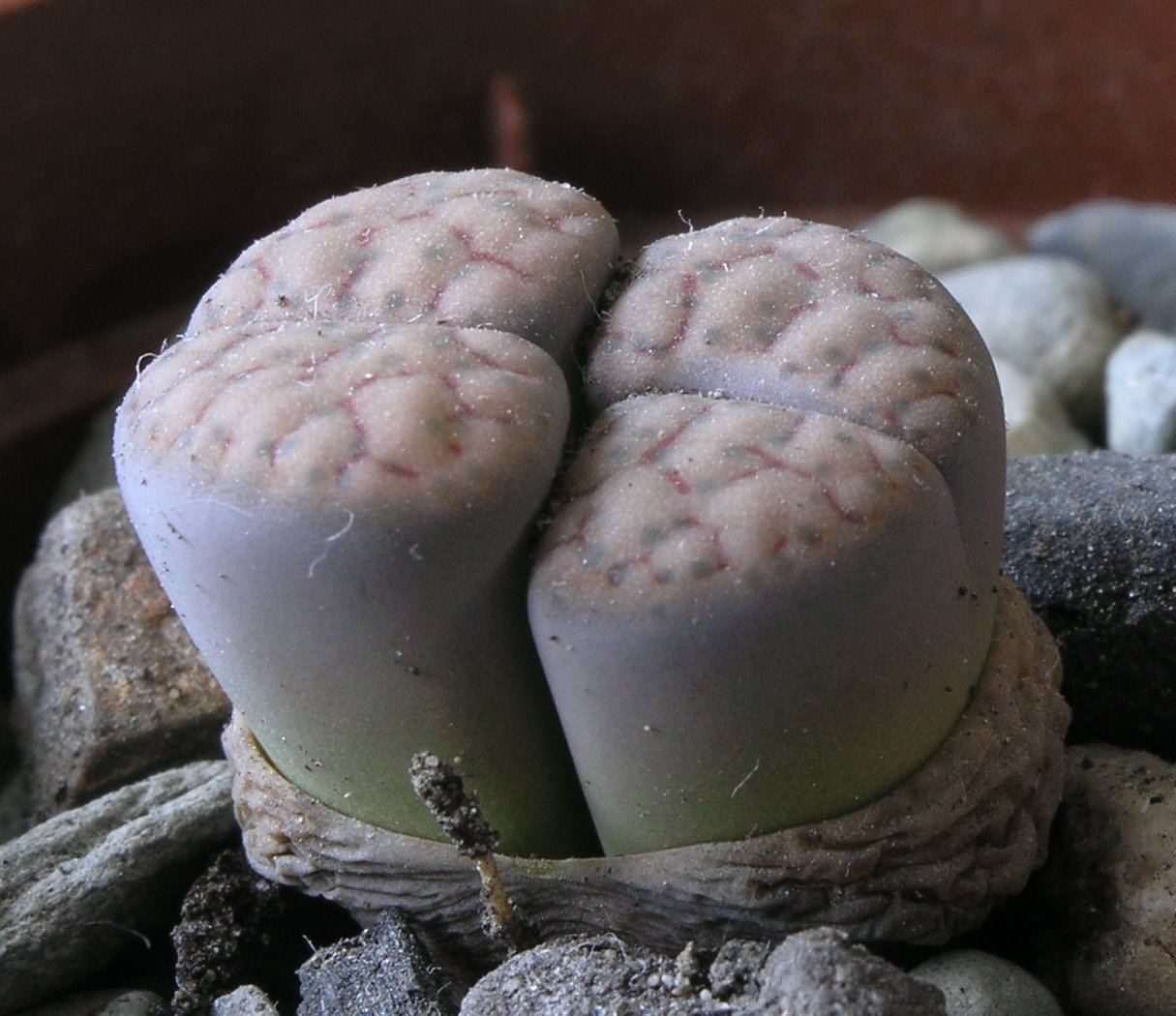
Lithops schwantesii
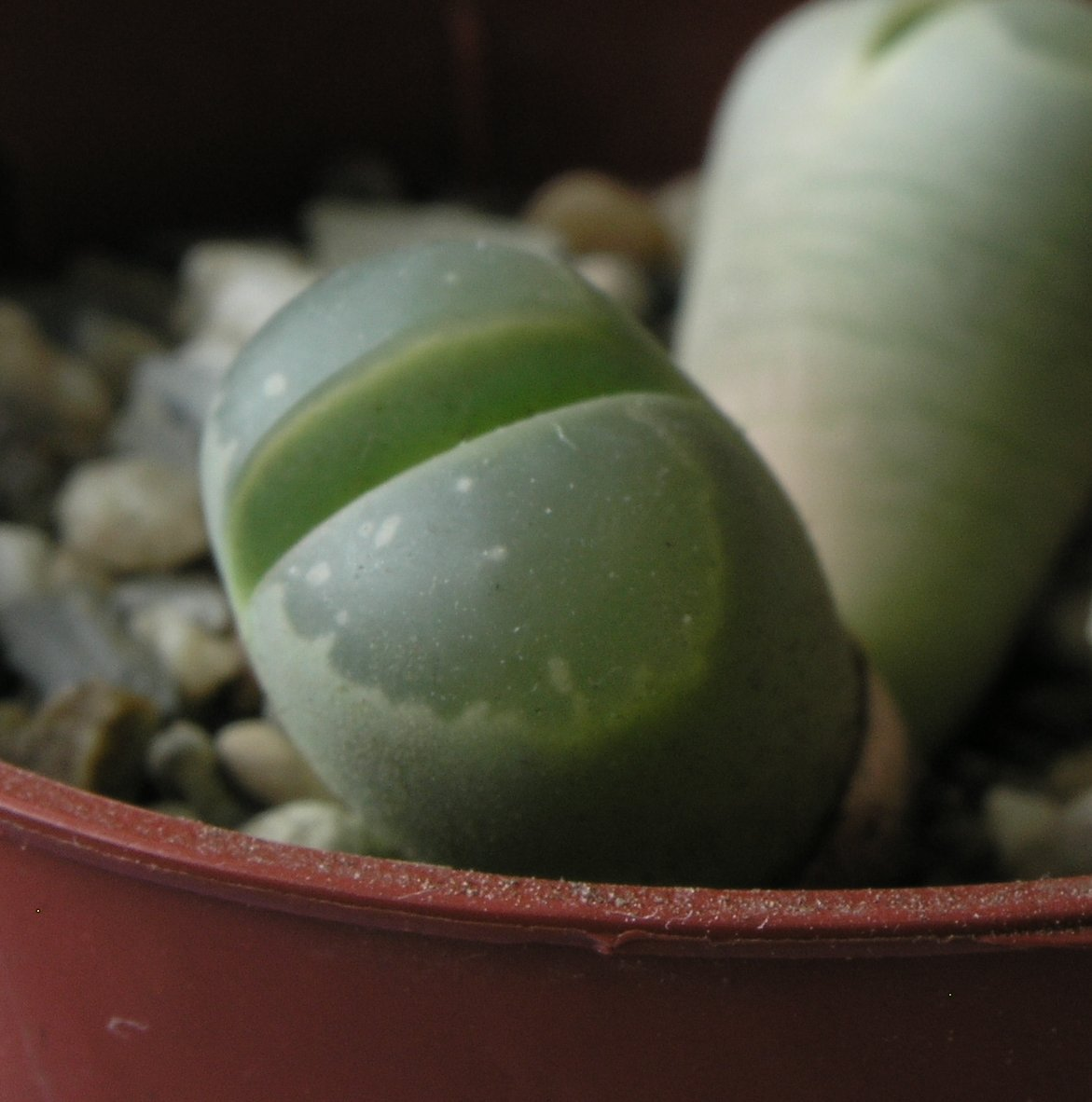
Lithops_olivacea
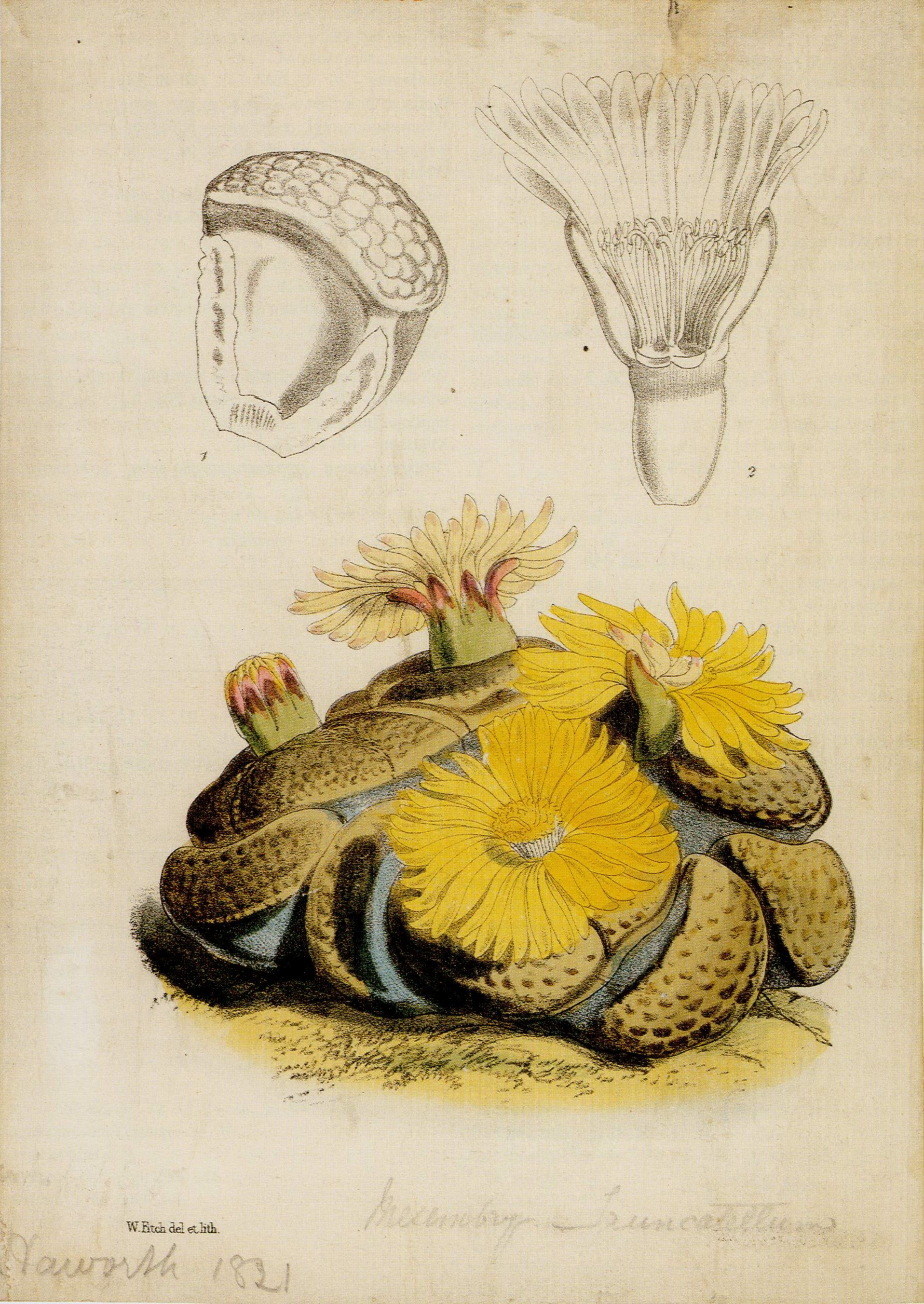
Gravura de um espécimen
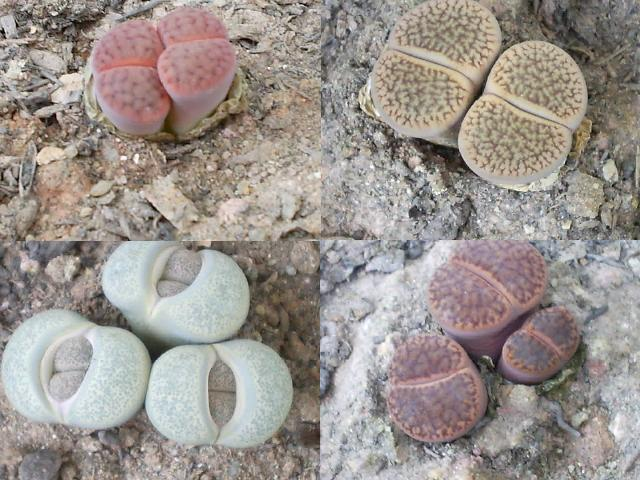
Lithops de várias cores
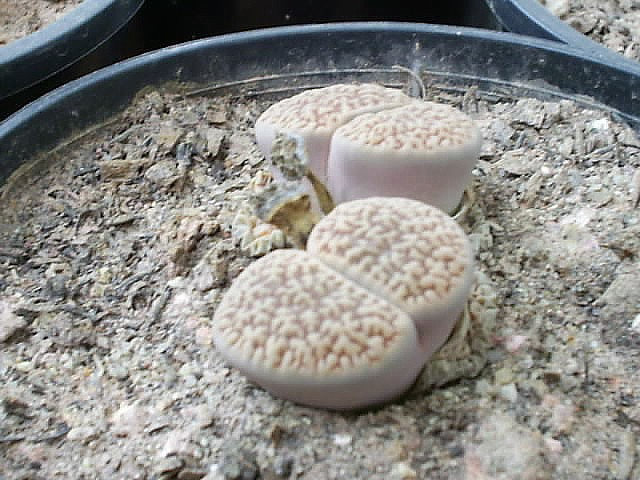
Lithops

## Ligações Externas
- (em português) Lithops - A Planta Pedra
- (em português) Lithops - Conhecido como Planta-Pedra
- (em inglês) Gallery:Lithops
- (em português) Cacto pedra (Lithops)
- (em espanhol) Lithops.es
- (em inglês) The Genus Lithops
- (em catalão + tradutor) Lithops-plantesdepedra.com
- (em português) Plantopia - Como cuidar de Lithops